# Sinopsilonyx tibialis
Sinopsilonyx tibialis là một loài ruồi trong họ Asilidae. Sinopsilonyx tibialis được Hsia miêu tả năm 1949. Loài này phân bố ở vùng Cổ Bắc giới và châu Á.